# Somerset (Kentucky)
Somerset è una città della contea di Pulaski, Kentucky, Stati Uniti. La popolazione della città era di 11.196 abitanti secondo il censimento del 2010.

## Geografia fisica
Secondo lo United States Census Bureau, ha un'area totale di 11,3 mi² (29,27 km²).

## Società

### Evoluzione demografica
Secondo il censimento del 2010, la popolazione era di 11.196 abitanti.

### Etnie e minoranze straniere
Secondo il censimento del 2010, la composizione etnica della città era formata dal 92,3% di bianchi, il 3,5% di afroamericani, lo 0,2% di nativi americani, lo 0,7% di asiatici, lo 0,1% di oceanici, l'1,7% di altre razze, e l'1,7% di due o più etnie. Ispanici o latinos di qualunque razza erano il 3,7% della popolazione.